# پیراهن طلسمات

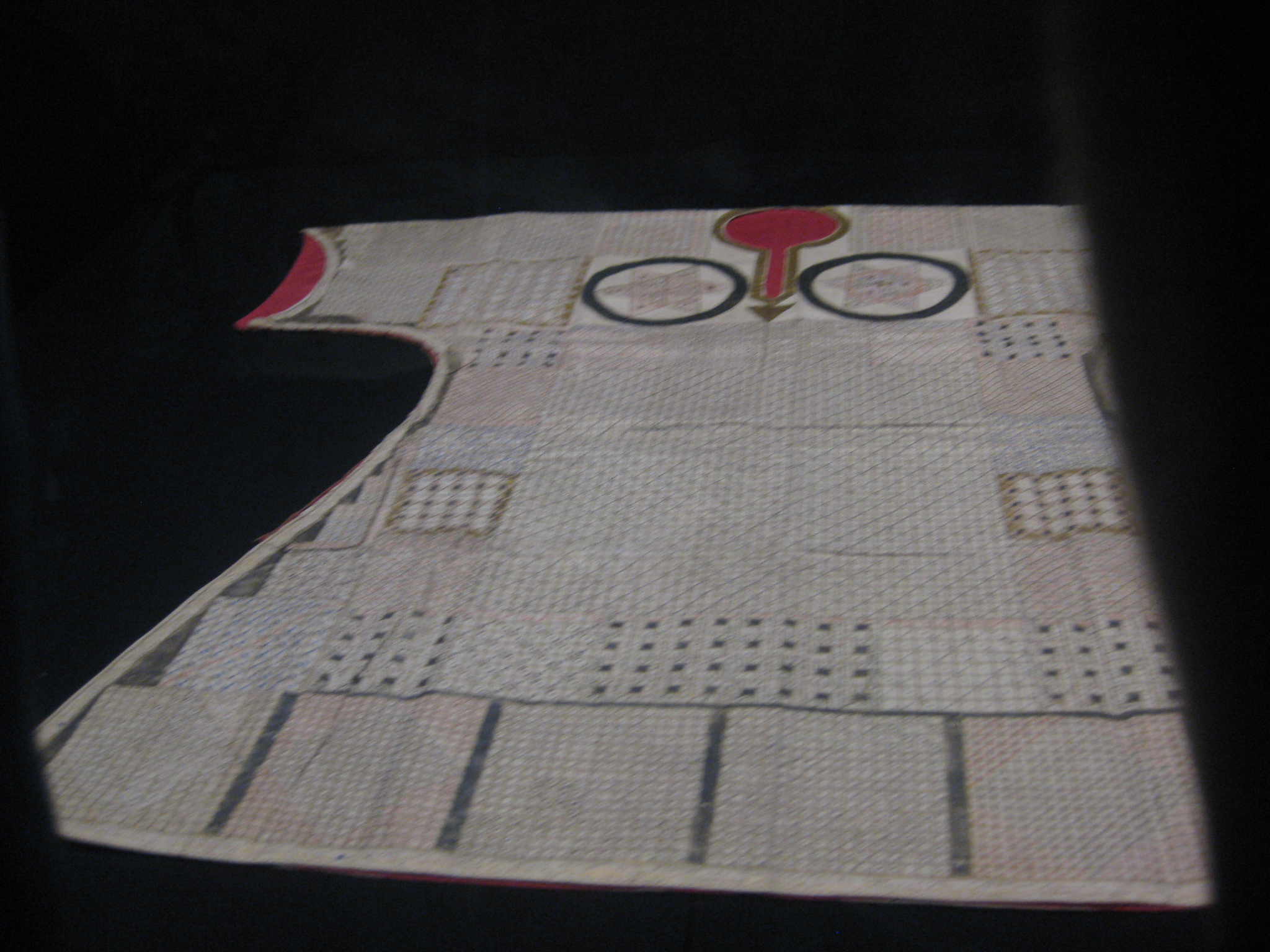
یک پیراهن طلسم در مجموعه موزه کاخ توپکاپی

پیراهن طلسمات یا پیراهن طلسم (به ترکی استانبولی: tılsımlı gömlek) یک نوع پیراهن است که روی آن طلسم می‌نویسند. پیراهن‌های طلسم را در سراسر جهان اسلام می‌توان پیدا کرد. این پیراهن‌ها را می‌توان به چهار نوع تقسیم کرد که از نظر سبک و نمادهای مورداستفادهٔ آنها متفاوت است: پیراهن عثمانی، صفوی، مغول و غرب آفریقا این چهار نوع هستند.
اولین نمونه‌های باقی مانده تقریباً در قرن پانزدهم ساخته شدند، اگرچه سنت پیراهن‌های طلسم ممکن است بسیار قدیمی تر باشد. در سورهٔ یوسف قرآن، پیراهن یوسف پیامبر به عنوان محافظ و حتی معجزه‌گر وصف شده‌است. بطوریکه یوسف به‌وسیلهٔ آن کوری پدرش را شفا می‌دهد. یعقوب: [قرآن یوسف ۹۳].

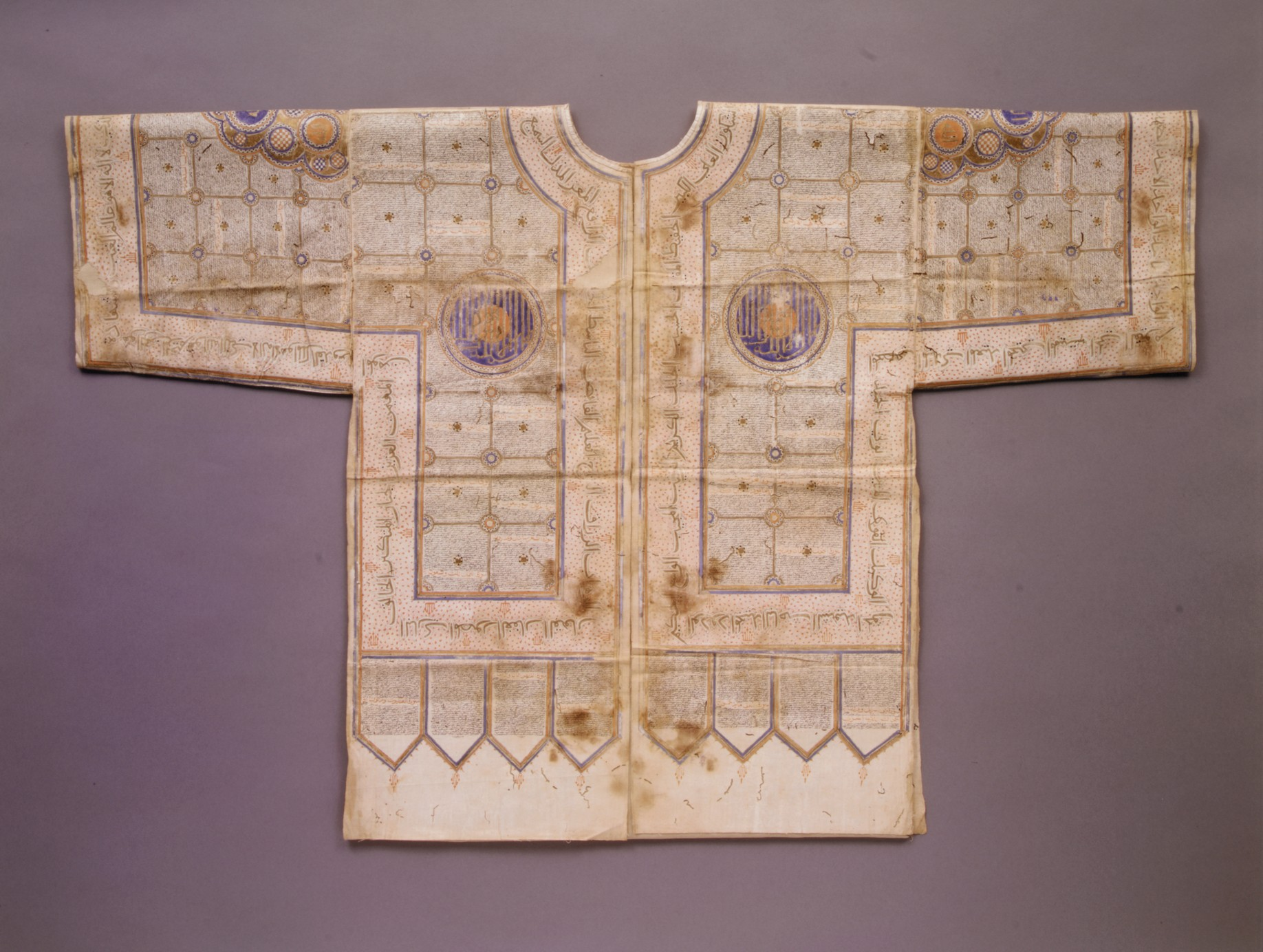
پیراهن طلسم ۱۵ تا اوایل قرن ۱۶ در موزه متروپولیتن. منسوب به شمال هند یا دکن. پنبه، جوهر، طلا؛ ساده بافت، نقاشی شده

پیراهن ممکن است محاط باشد و با آیاتی از قرآن، نام خدا و پیامبران و حتی با اعداد تزئین شده‌باشد. آنها ممکن است تصاویر یا نمادهای خاصی را حمل کنند، به عنوان مثال تصاویر طالع‌بینی. اعتقاد بر این است که نام‌های حک‌شده می‌توانند حاملشان را محافظت و راهنمایی کنند. اگرچه پیراهن‌های طلسم را می‌توان برای محافظت در برابر بسیاری از بدی‌ها و اشرار پوشید، به نظر می‌رسد کاربرد عمدهٔ آنها این بوده‌است که در جنگ‌ها به‌عنوان سپری برای جنگجویان عمل کنند.

## چند نمونه در مجموعه‌ها

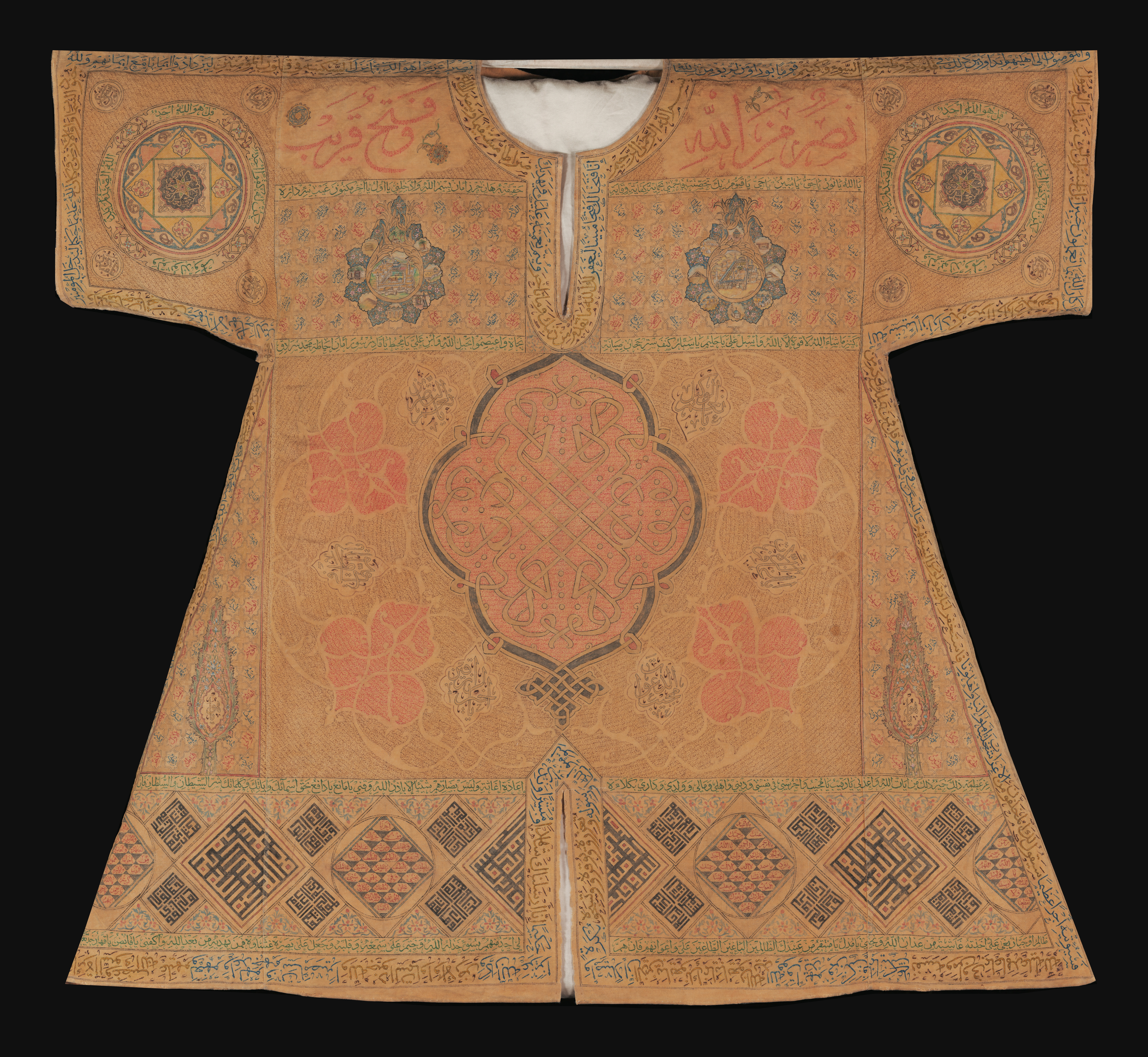
پیراهن طلسم حک شده با آیات قرآن، اسماء الحسنه و ادعیه، با مناظر مکه و مدینه. ترکیه قرن هفدهم، مجموعه خلیلی از حج و هنرهای زیارت

- پیراهن طلسم، بورسا، ترکیه، متعلق به اواخر قرن چهاردهم میلادی یا اوائل قرن پانزدهم، موزه هنرهای ترکی و اسلامی، استانبول، شماره ورودی ۵۳۹.[۳]
- پیراهن طلسم برای سلطان جم، ۱۴۸۰، موزه کاخ توپکاپی، استانبول. زمانی که جم هنوز شاهزاده بود بافته‌شد. به‌طور غیرمعمول ابتدا و انتهای ساخت شیء درج شده‌است.
- پیراهن طلسم برای سلطان سلیمان باشکوه، موزهٔ کاخ توپکاپی، استانبول. به سفارش همسر سلیمان، حُرم سلطان.[۱]
- پیراهن طلسم، شمال هند یا دکن، ۱۵ تا اوایل قرن ۱۶، موزه هنر متروپولیتن، نیویورک، شماره ورود 1998.199[۴]
- پیراهن طلسم، هند، قرن ۱۵ تا ۱۶، موزه ویکتوریا و آلبرت، لندن، شماره دسترسی T.59-1935[۱]
- مجموعه خلیلی شامل چهار پیراهن طلسم است. مجموعهٔ حج و هنرهای زیارت خلیلی پیراهن‌هایی از ترکیه قرن هفدهم (TXT 545) و قرن ۱۶ یا ۱۷ هند مغول (TXT 471) دارد که مکان‌های مقدس مکه و مدینه را به تصویر می‌کشد و بر روی آنها دعاها و گزیده‌هایی از قرآن نوشته شده‌است.[۵][۶] تصویری که از ترکیه می‌آید، حاوی تصاویر واقعی و نه شماتیک از مکان‌های مقدس است؛ و به‌همین‌دلیل غیرعادی به‌نظر می‌رسد.[۷] مجموعه هنر اسلامی خلیلی شامل پیراهن‌هایی از ترکیه قرن شانزدهم (TXT 463) و قرن ۱۸/۱۹ هند (TXT 574) است.[۸][۹]

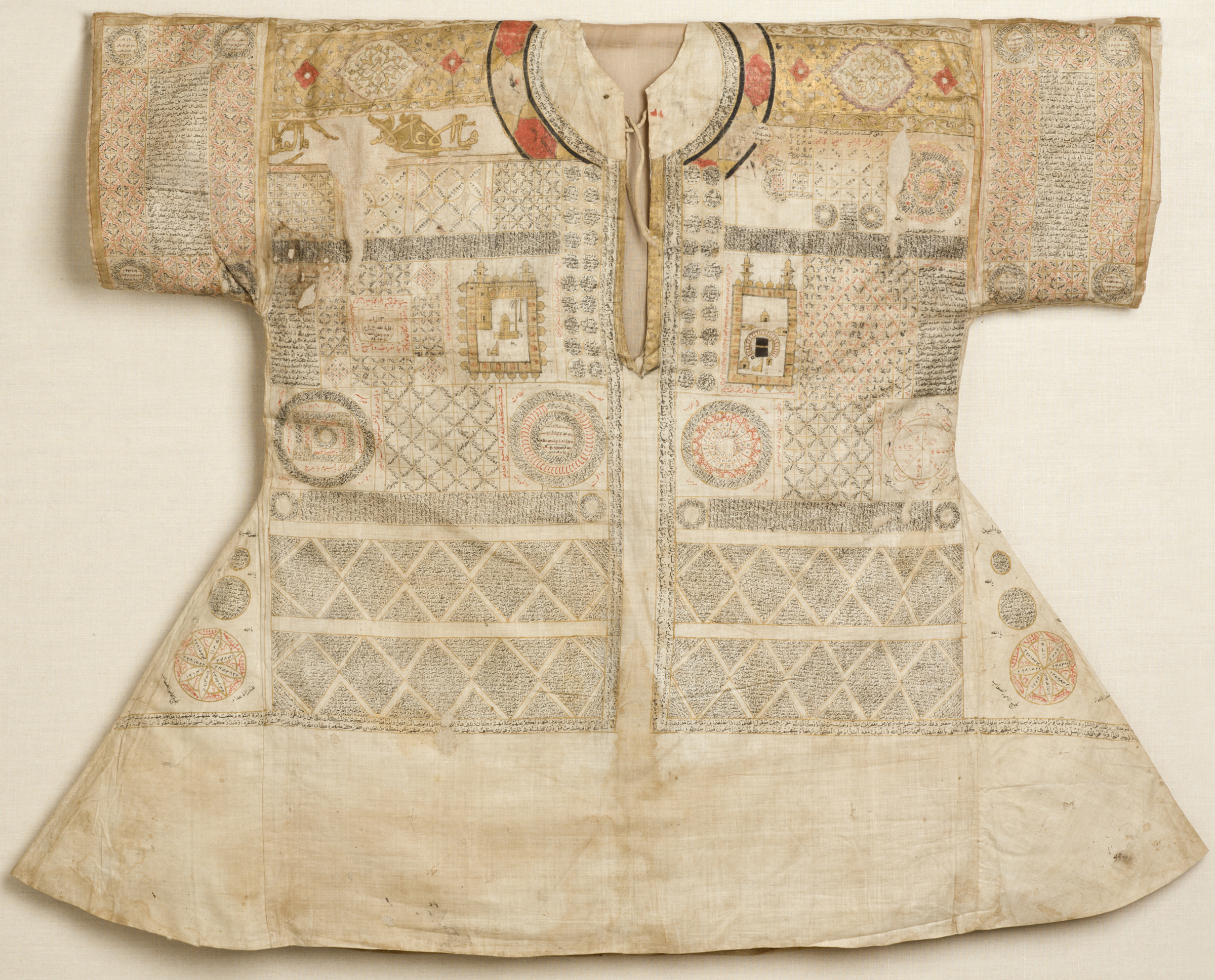
پیراهن طلسم که حرم‌های مقدس مکه و مدینه، قرن شانزدهم یا اوایل قرن هفدهم را نشان می‌دهد.